# Робин Олсен
Робин Патрик Олсен (швед. Robin Patrick Olsen; 8. јануар 1990) шведски је фудбалер који игра на позицији голмана. Тренутно наступа за Астон Вилу и репрезентацију Шведске.

## Каријера
Почео је фудбалску каријеру, играјући за мање познате тимове из нижеразредних дивизија Шведске: Лимхам-Бункефло, Бункефло ФФ и Клагсхам. Робин је 2012. године прешао у Малме, а 1. октобра дебитовао је у мечу против Сјуранска. Са Малмеом је два пута постао шампион и победник Супер купа Шведске, а 2014. је био најбољи голман у лиги.
У лето 2015. Олсен се преселио у грчки ПАОК, потписивши уговор на четири године. Дебитовао је у грчкој Супер лиги 23. августа у мечу против Шкоде Ксанти.
Почетком 2016. отишао је на позајмицу у дански Копенхаген. Робин је помогао новом тиму да освоји дански куп. На крају сезоне, менаџмент клуба је откупио његов уговор, који је потписан на четири године.

## Репрезентација
Дебитовао је 15. јануара 2015. на голу шведске репрезентације у пријатељској утакмици против Обале Слоноваче.
У мају 2018. године, био је уврштен у састав Шведске на Светском првенству у Русији 2018. године.

## Статистика каријере

### Репрезентативна
Ажурирано 19. новембра 2023.
| Тим     | Год.   | Наступи | Голови |
| ------- | ------ | ------- | ------ |
| Шведска | 2015   | 2       | 0      |
| Шведска | 2016   | 6       | 0      |
| Шведска | 2017   | 8       | 0      |
| Шведска | 2018   | 11      | 0      |
| Шведска | 2019   | 9       | 0      |
| Шведска | 2020   | 6       | 0      |
| Шведска | 2021   | 12      | 0      |
| Шведска | 2022   | 9       | 0      |
| Шведска | 2023   | 8       | 0      |
| Укупно  | Укупно | 71      | 0      |